# Coprosma perpusilla
Coprosma perpusilla är en måreväxtart som beskrevs av John William Colenso. Coprosma perpusilla ingår i släktet Coprosma och familjen måreväxter.

## Underarter
Arten delas in i följande underarter:
- C. p. perpusilla
- C. p. subantarctica